# Sérénade Chafik
Sérénade Chafik est une écrivaine franco-égyptienne née le 21 juillet 1965 à Gizeh (Égypte), militante pour les droits des femmes et pour la laïcité. Sa lutte pour extrader sa fille et la sauver de l'excision en Égypte a particulièrement médiatisé son action globale.

## Biographie
Sa mère, Olfat Abd Rabo est cofondatrice du parti de la gauche égyptienne, le parti unioniste national progressiste. Elle est la première femme à y entrer.
Son père, réalisateur de documentaires musicaux historiques, est francophile et scolarise ses enfants dans des écoles bilingues. Il s'oppose à l'excision de sa fille à l'âge de huit ans.  Sérénade Chafik est scolarisée à l'institut catholique Notre Dame des Apôtres jusqu'à son arrivée en France à l’âge de 12 ans.
En 1999, à la suite d'une décision de justice, Sérénade Chafik obtient le droit d'accueillir sa fille pendant les 3 mois des vacances scolaires égyptiennes. C'est un accord bilatéral entre la France et l’Égypte qui réglemente cette possibilité. Pourtant le système judiciaire égyptien refuse d'appliquer cet accord.
En 2002 un tribunal français condamne le père par contumace à deux ans de prison parce qu'il ne laisse pas sa fille rejoindre sa mère.
Au printemps 2003, elle effectue 29 jours de grève de la faim pour protester contre l'excision imminente de sa fille,,. Elle raconte son histoire dans un livre intitulé Répudiation.
Sérénade Chafik vit maintenant en France.

## Engagement en faveur des droits des femmes et du printemps arabe
Elle s'investit dans la lutte pour les droits des femmes, contre les violences faites aux femmes et plus particulièrement pour les femmes issues de l’immigration.
Durant une dizaine d’années, elle travaille en tant que conseillère conjugale. Lors des émeutes de 2005 dans les banlieues françaises, elle travaille dans les centres de PMI, Aulnay-sous-Bois et à Bondy Nord et Sud. Elle contribue à une lecture féministe des violences urbaines lors de colloques organisés dans le cadre de l’association Droits et soins contre les violences.
Elle a ensuite été directrice d’un centre de planification familiale. Le centre est implanté au sein de la cité de La Grande Borne en Essonne, quartier dans lequel elle participe à la mise en place des actions de sensibilisation des acteurs sociaux et des ateliers de socialisation pour les femmes dans le cadre d’un projet d’accompagnement global.
Elle est également jusqu’en 2011 membre du bureau de l’association « Le Manifeste des libertés ».
Ses articles traitent de la laïcité, des violences faites aux femmes ainsi que l’excision,.
En tant que féministe égyptienne, elle est souvent invitée pour apporter sa contribution dans l’analyse de la place des femmes dans les révolutions du printemps arabe, la place des Frères musulmans dans l’actualité égyptienne ainsi que l’état des droits humains en Égypte depuis la révolution égyptienne de 2011 à laquelle elle a participé.
Elle fonde une association féministe Les Dorines qui s'est donné pour objectif de contrer le fondamentalisme islamiste.